# Héronchelles
Héronchelles és un municipi francès situat al departament del Sena Marítim i a la regió de Normandia. L'any 2007 tenia 110 habitants.

## Demografia

### Població
El 2007 la població de fet de Héronchelles era de 110 persones. Hi havia 44 famílies de les quals 8 eren unipersonals (4 homes vivint sols i 4 dones vivint soles), 22 parelles sense fills i 14 parelles amb fills.
La població ha evolucionat segons el següent gràfic:
Habitants censats

### Habitatges
El 2007 hi havia 55 habitatges, 43 eren l'habitatge principal de la família, 6 eren segones residències i 6 estaven desocupats. Tots els 55 habitatges eren cases. Dels 43 habitatges principals, 40 estaven ocupats pels seus propietaris i 4 estaven llogats i ocupats pels llogaters; 5 tenien tres cambres, 11 en tenien quatre i 27 en tenien cinc o més. 36 habitatges disposaven pel capbaix d'una plaça de pàrquing. A 13 habitatges hi havia un automòbil i a 27 n'hi havia dos o més.

### Piràmide de població
La piràmide de població per edats i sexe el 2009 era:
| Homes | Edats   | Dones |
| ----- | ------- | ----- |
| 0     | 95 o +  | 0     |
| 0     | 90 a 94 | 0     |
| 0     | 85 a 89 | 0     |
| 0     | 80 a 84 | 0     |
| 8     | 75 a 79 | 0     |
| 8     | 70 a 74 | 4     |
| 0     | 65 a 69 | 4     |
| 4     | 60 a 64 | 0     |
| 0     | 55 a 59 | 0     |
| 12    | 50 a 54 | 8     |
| 4     | 45 a 49 | 4     |
| 4     | 40 a 44 | 4     |
| 0     | 35 a 39 | 4     |
| 0     | 30 a 34 | 0     |
| 4     | 25 a 29 | 4     |
| 0     | 20 a 24 | 8     |
| 8     | 15 a 19 | 8     |
| 0     | 10 a 14 | 0     |
| 0     | 5 a 9   | 0     |
| 4     | 0 a 4   | 0     |

## Economia
El 2007 la població en edat de treballar era de 68 persones, 50 eren actives i 18 eren inactives. De les 50 persones actives 44 estaven ocupades (24 homes i 20 dones) i 6 estaven aturades (3 homes i 3 dones). De les 18 persones inactives 11 estaven jubilades, 5 estaven estudiant i 2 estaven classificades com a «altres inactius».
Activitats econòmiques
Dels 5 establiments que hi havia el 2007, 1 era d'una empresa d'hostatgeria i restauració, 1 d'una empresa financera i 3 d'empreses de serveis.
L'any 2000 a Héronchelles hi havia 7 explotacions agrícoles que ocupaven un total de 144 hectàrees.

## Poblacions més properes
El següent diagrama mostra les poblacions més properes.